# Mosteiro de Sant Pere de Rodes

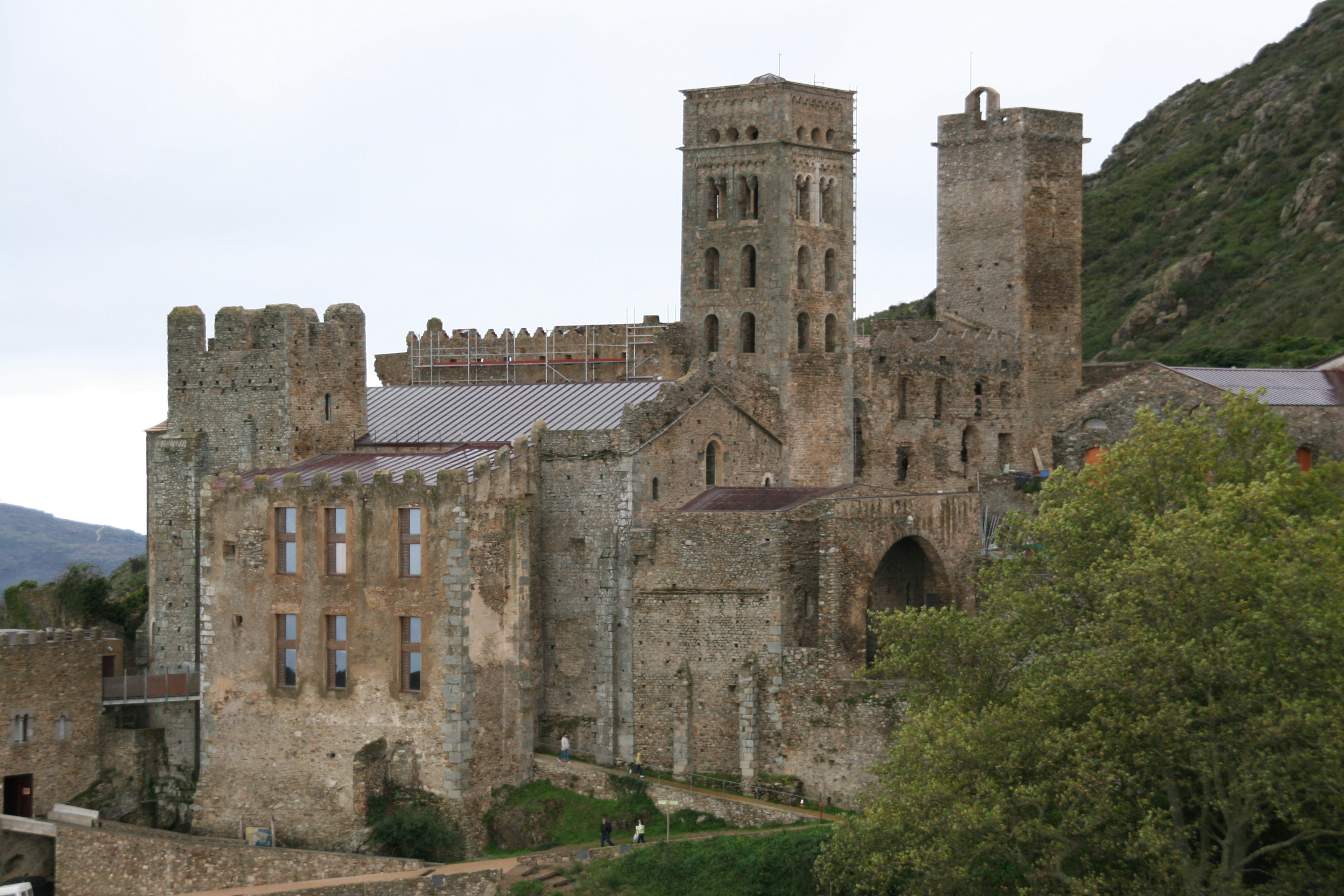
Mosteiro de Sant Pere de Rodes, em Girona (Espanha)

O Mosteiro de São Pedro da Roda (Monasterio de Sant Pere de Rodes, no original) é um importante ex-mosteiro beneditino localizado na Catalunha, uma comunidade autônoma da Espanha, situada a nordeste da Península Ibérica.
Foi construído ao lado da montanha Verdera, embaixo das ruínas do castelo de Sant Salvador de Verdera, que havia dado proteção ao monastério. Próximo ao monastério estão as ruínas do povoado medieval de Santa Creu de Rodes, e do qual apenas resta a sua igreja de estilo pré-românico dedicada a Santa Helena.
O conjunto foi construído em terraços, devido a sua localização. O claustro, do século XII é a parte central do conjunto e, em torno dele, se distribui o restante das construções. A igreja foi consagrada no ano de 1022 e é considerada o expoente máximo do grupo arquitetônico e apresenta estilo românico.
Tem planta de cruz latina com três naves com abóbodas de canhão, que são delimitadas por uma colunata dupla com capitéis de influência coríntia. A nave central é esplêndida e de grande dimensão.
Esta igreja sintetiza com originalidade uma série de correntes arquitetônicas anteriores, como a carolíngia, o pré-románico e as construções romanas.
Na fachada poente do mosteiro está o campanário do século XII, de planta quadrada e com influências lombardas do século anterior. Ao seu lado fica uma torre de defesa, ou de homenagem, que provavelmente se iniciou no século X, passando posteriormente por um grande processo de construção e reformas.
Suniário I, Conde de Ausone, Girona e Barcelona faleceu neste mosteiro em 15 de Outubro de 950.

## Galeria de imagens

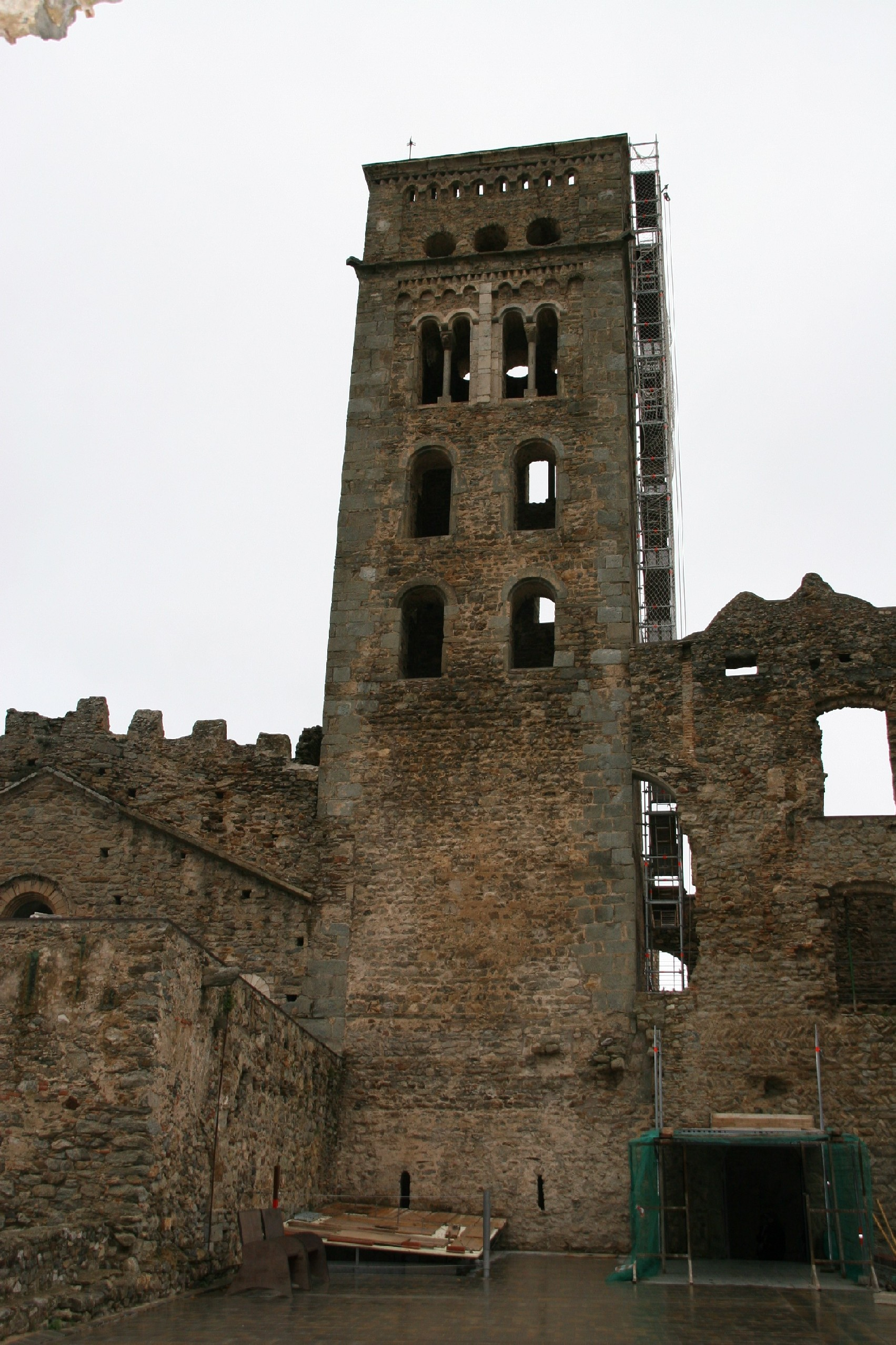
Torre do campanário
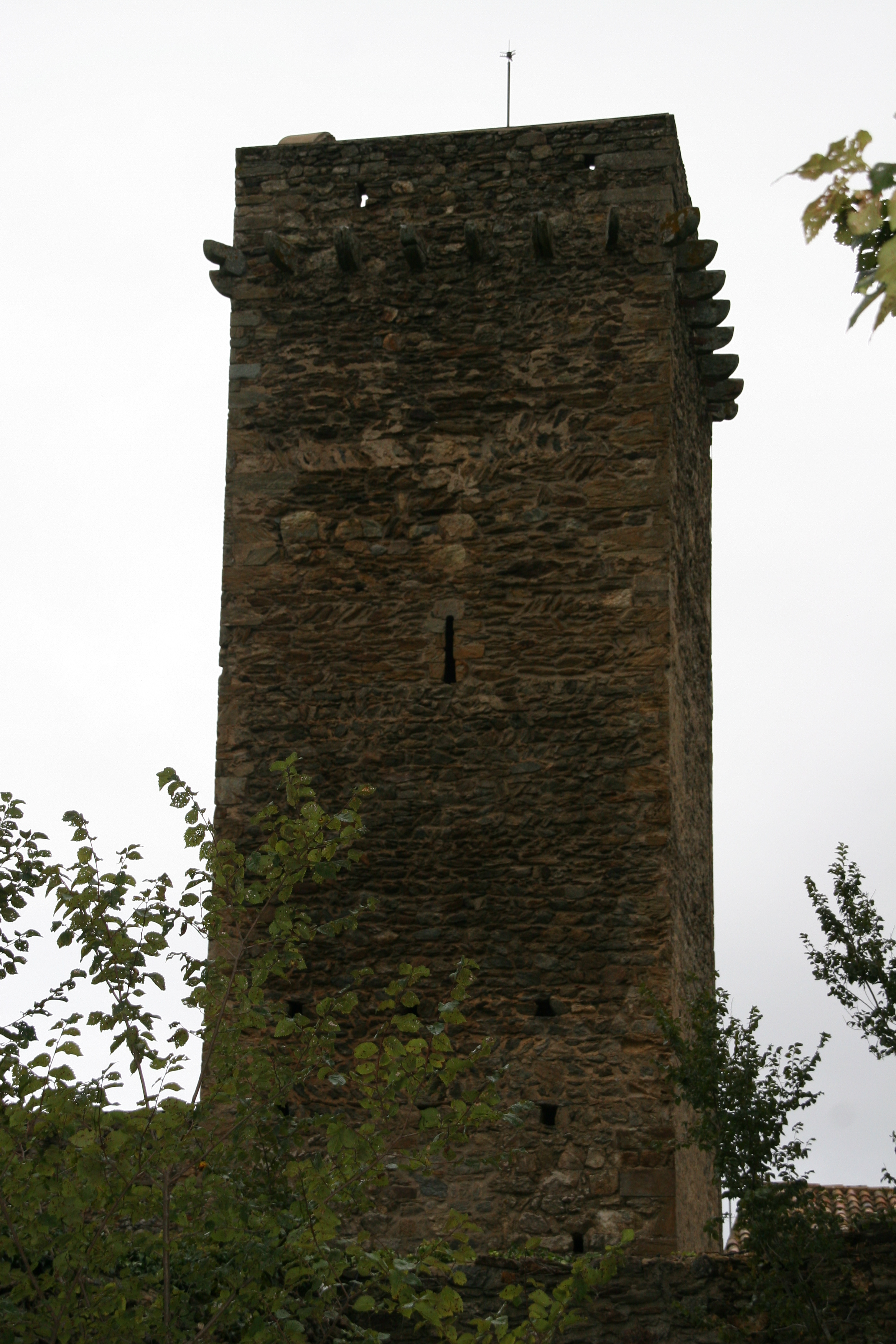
Torre de defesa, também chamada de torre de homenagem
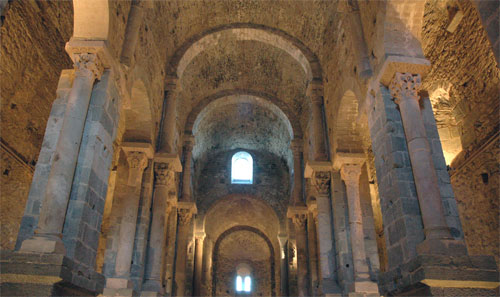
Interior da igreja
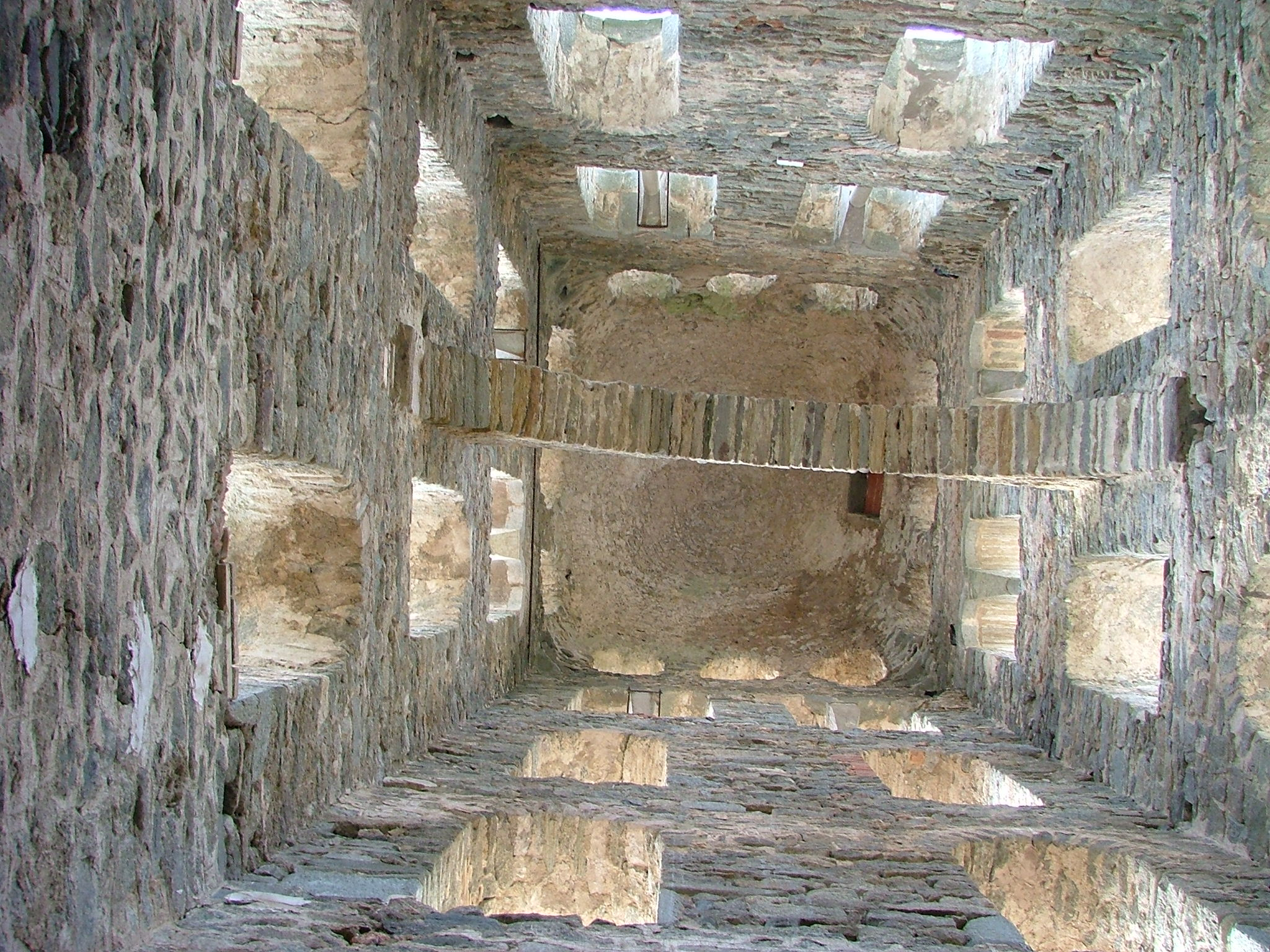
Interior do campanário
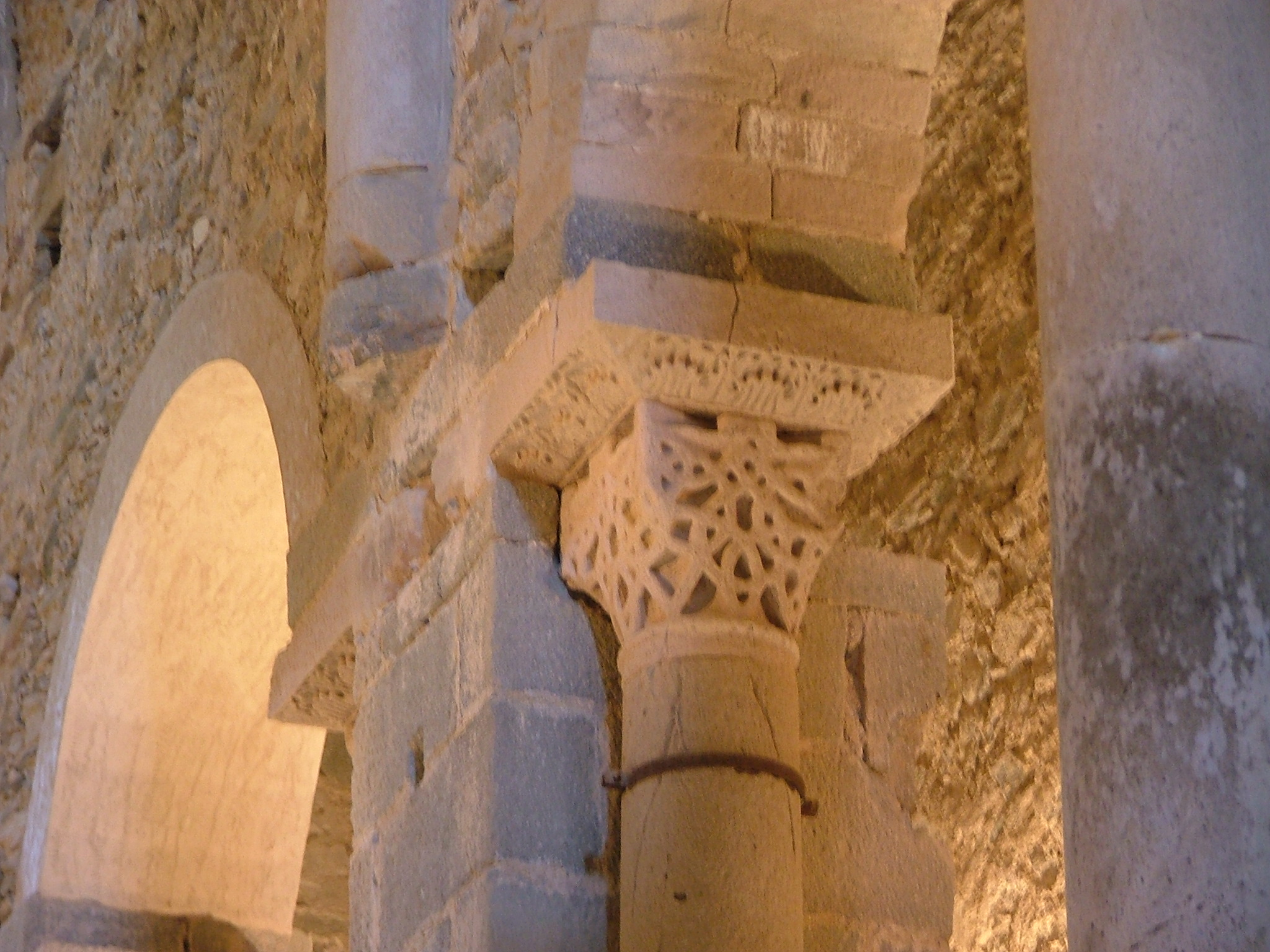
Capitel
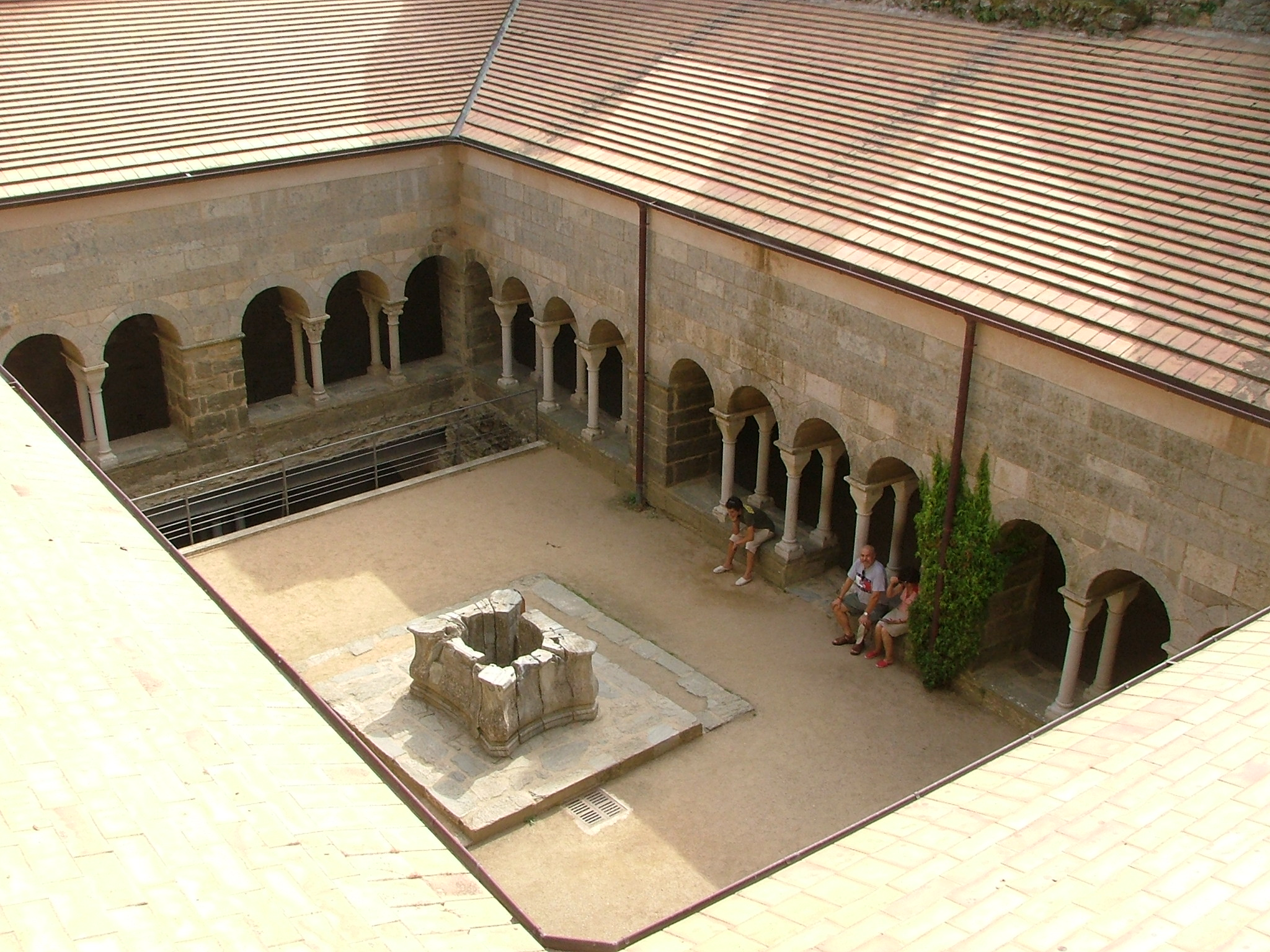
O claustro
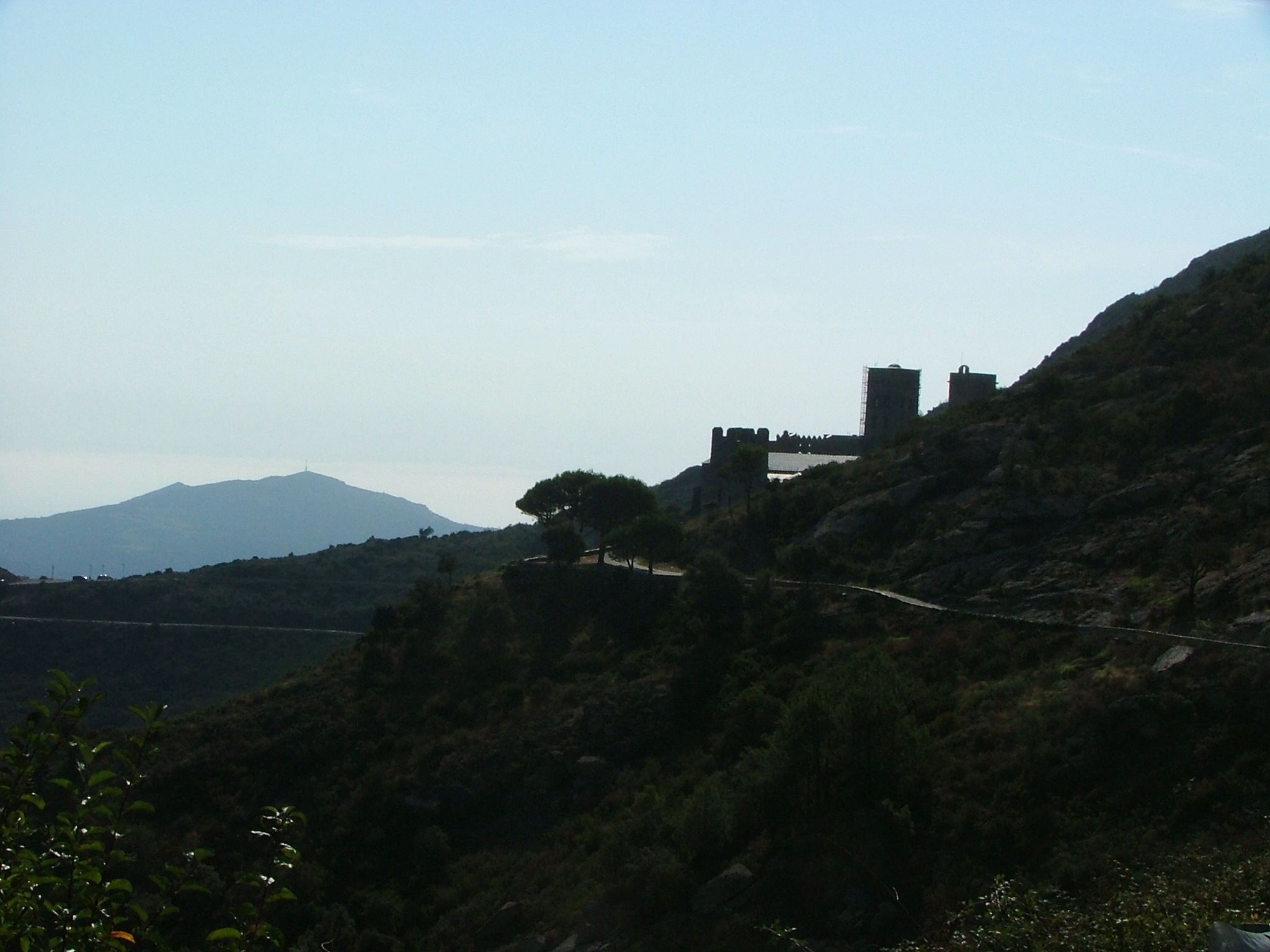
Localização do mosteiro, na Costa Brava